# Folkingestraat

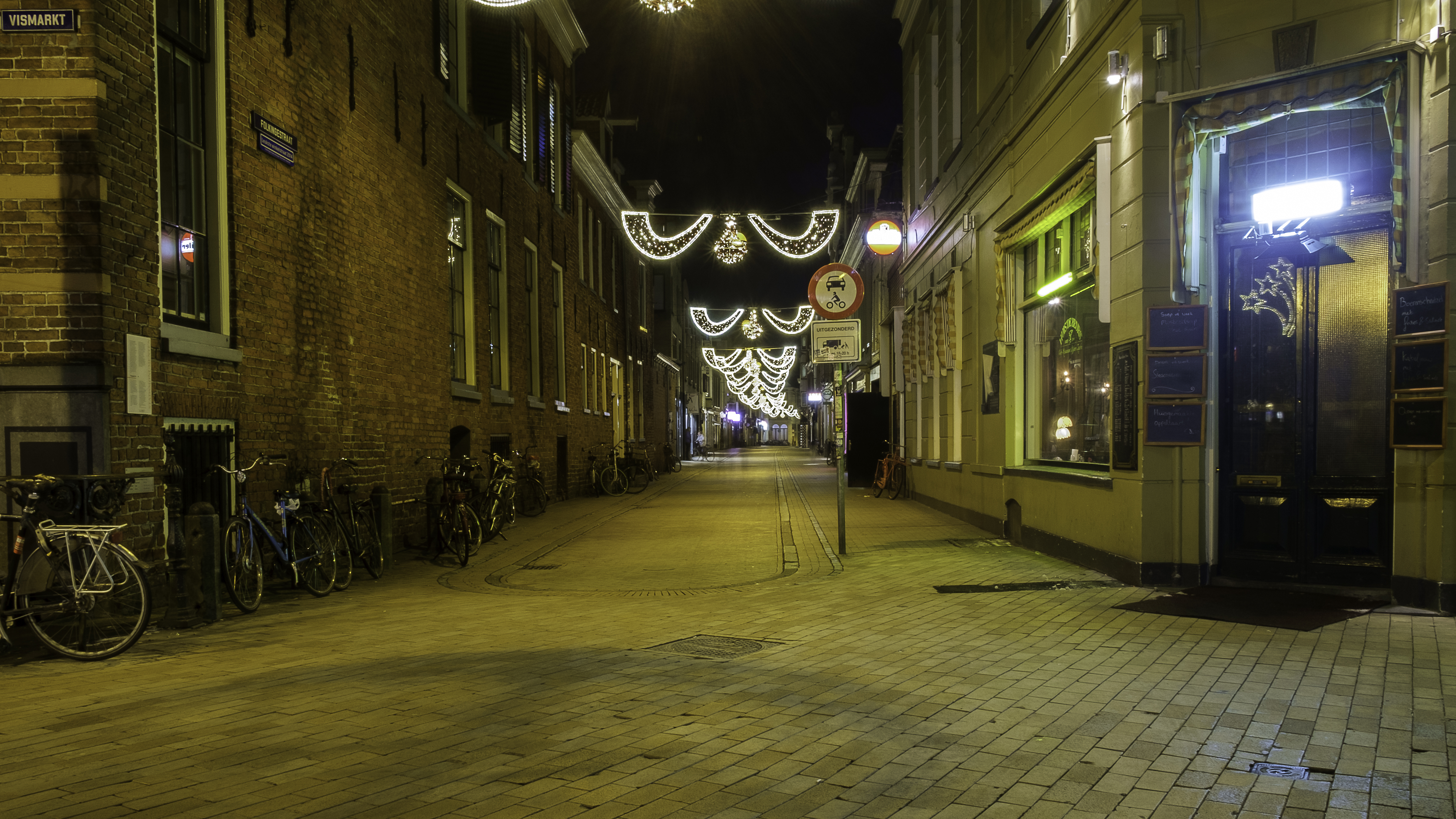
Ingang vanaf de Vismarkt

De Folkingestraat is een straat in de binnenstad van Groningen. De straat loopt van de Vismarkt, hoek Akerkhof naar het Zuiderdiep.

## Geschiedenis

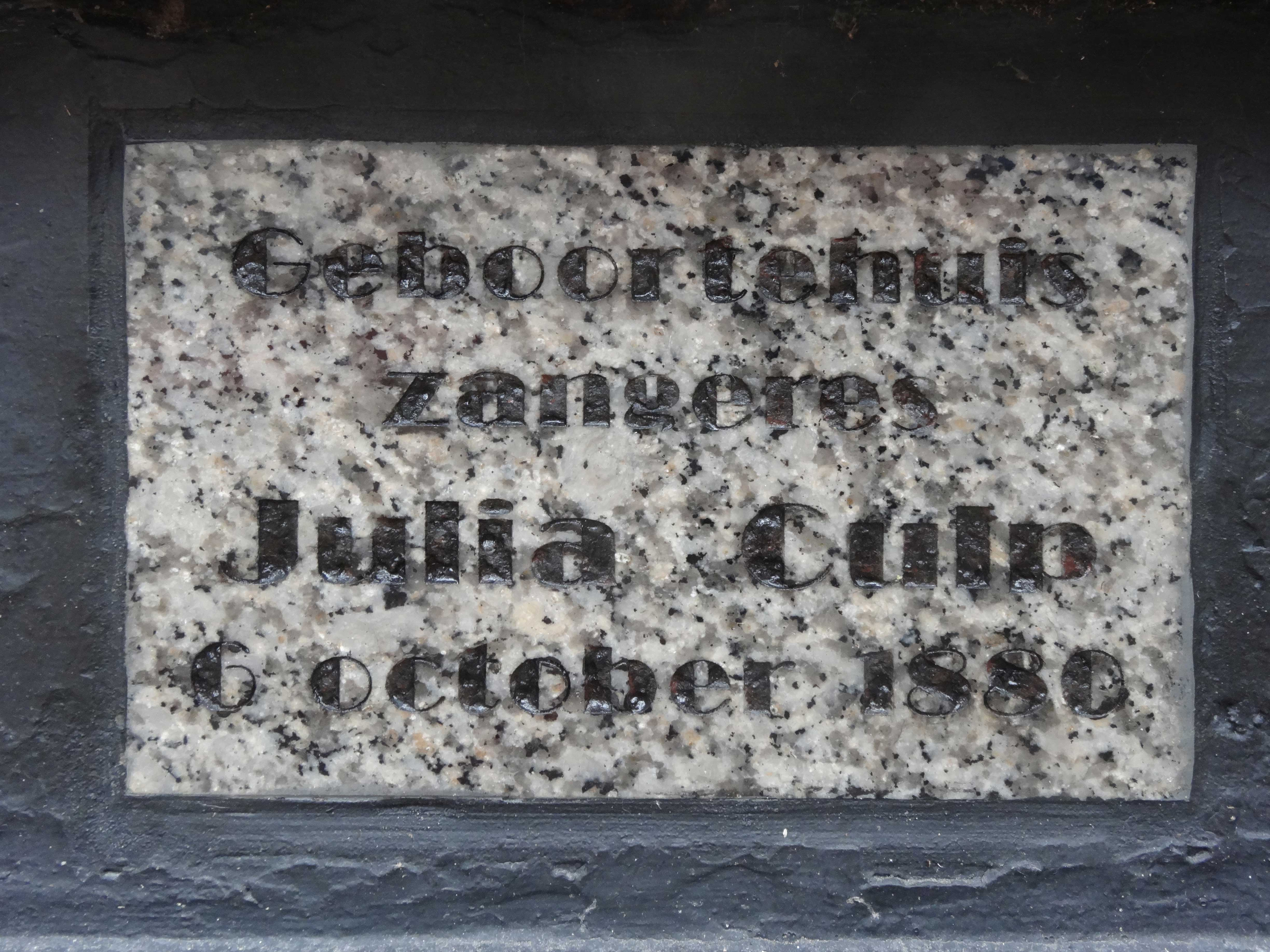
Gedenksteen in het geboortehuis van Julia Culp in de Folkingestraat

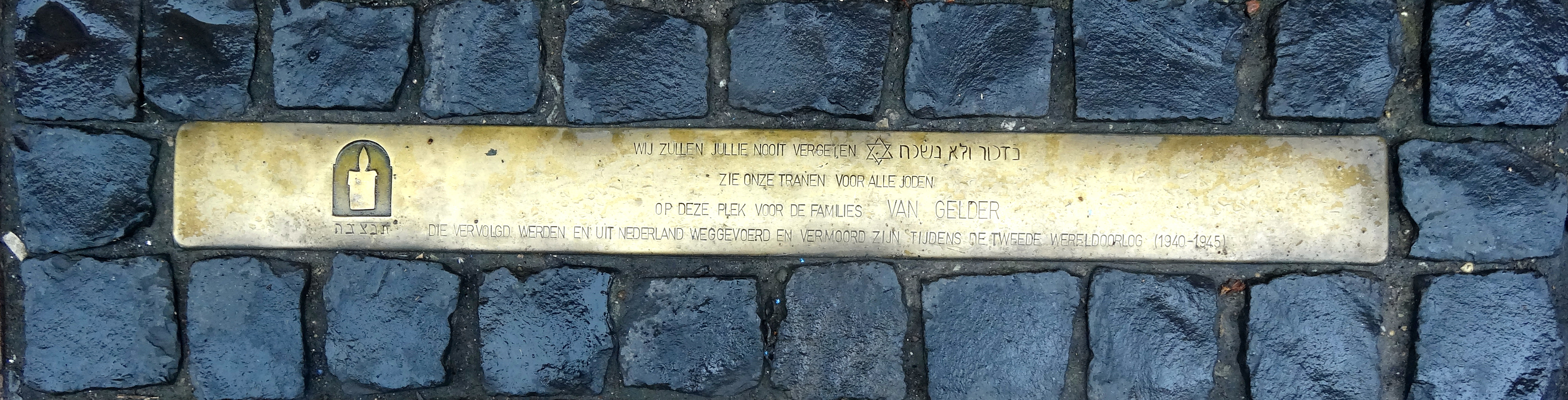
Stolperdrempel Folkingestraat 34 ter herinnering aan de tijdens de Tweede Wereldoorlog vermoorde leden van de familie Van Gelder. In de bestrating zijn ook een aantal enkelvoudige Stolpersteine.

De straat is vernoemd naar het geslacht Folkerdinghe, dat woonde op de hoek met het Akerkhof. De straat bestond al in de 11e eeuw. De straatnaam werd voor het eerst genoemd in 1439. 

### Jodenbuurt
In de 19e en het begin van de 20e eeuw was de straat het centrum van de Jodenbuurt. Het laatste gedeelte van de Folkingestraat (doorbraak naar het Zuiderdiep in 1667) heette van 1756 tot 1890 het Jodenstraatje, ook wel Sjoelgasse, daarvoor Kleine Folkingestraat. Hier bevinden zich de voormalige Joodse school (nr. 36), het geboortehuis van zangeres Julia Culp (nr. 59) en de Synagoge uit 1906 (nr. 60), die op de plek van de oude synagoge uit 1756 staat. Tijdens de Tweede Wereldoorlog kwam een abrupt einde aan de Joodse bewoning. In 1942 en 1943 werden 2.550 Joodse Groningers weggevoerd, nadat al eerder 600 mannen naar werkkampen in Nederland waren overgebracht (om vervolgens alsnog naar Westerbork te worden getransporteerd). Slechts een tiental overleefde de concentratiekampen en daarnaast nog een aantal anderen die niet werden ontdekt nadat ze waren ondergedoken. In de Folkingestraat ging het om 191 Joodse bewoners. 
De Groningse schrijver Nico Rost liet in De vrienden van mijn vader (1955) een gevoelig portret na van de Joden die in Groningen in en rond de Folkingestraat leefden. Het boek is een monument voor deze vrijwel geheel uitgemoorde groep mensen en vertelt over hun dagelijks leven, hun armoede, vroomheid en studiezin.

## Verbeeld verleden
In de Folkingestraat bevindt zich een vijftal kunstwerken die herinneren aan het vooroorlogse joodse karakter van de straat. Deze werden aangebracht in de loop van 1997, na het voltooien van de renovatie die begon in 1994.
1. Tussen nr. 23 en 25 het keramisch reliëf van Marijke Gémessy genaamd 'Het voorgesneden paradepaard'.
2. In drie portieken hangen de bewerkte foto's uit het begin van de 19e eeuw van Allie van Altena, in 2008 is een van de werken kwijtgeraakt tijdens een verbouwing aan nummer 47.
3. Hoog in de zijwand van perceel 9b tussen haken het woord 'weggehaald', ontstaan door het verwijderen van bakstenen (Peter de Kan).
4. Op de hoek met het Zuiderdiep een bronzen deur met opstapje, maar zonder klink, die niet kan worden geopend. Erachter ligt de geschiedenis die ontoegankelijk blijft, het verleden is buiten bereik geraakt (Gert Sennema).
5. In de bestrating van beide zijden oplopend een reeks halve manen met in het midden van de straat een volle maan. Tezamen vormen zij een oog 'dat gezien heeft wat er is gebeurd' (Joseph Semah).

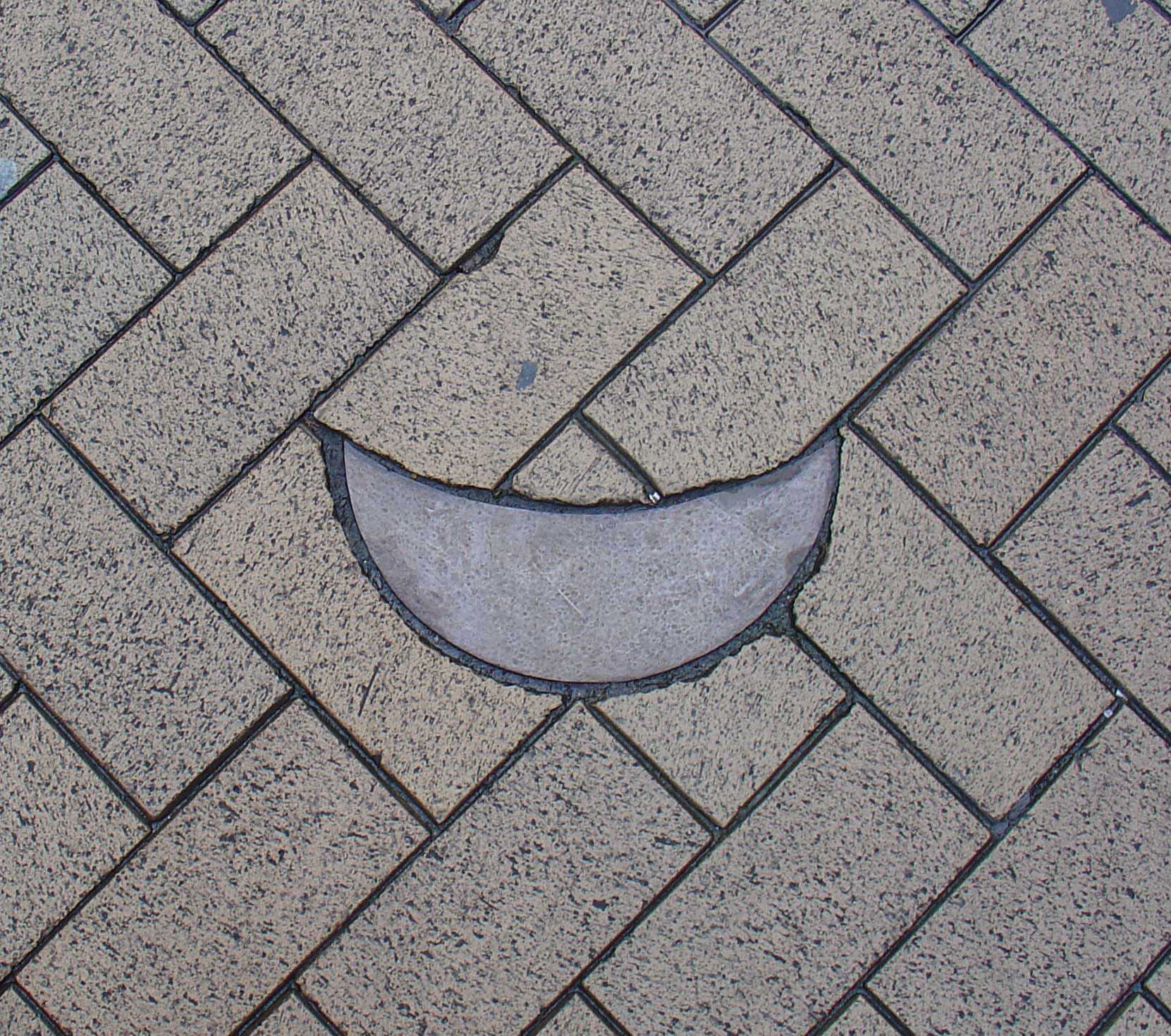
Galgal Hamazalot (fragment) door Joseph Semah
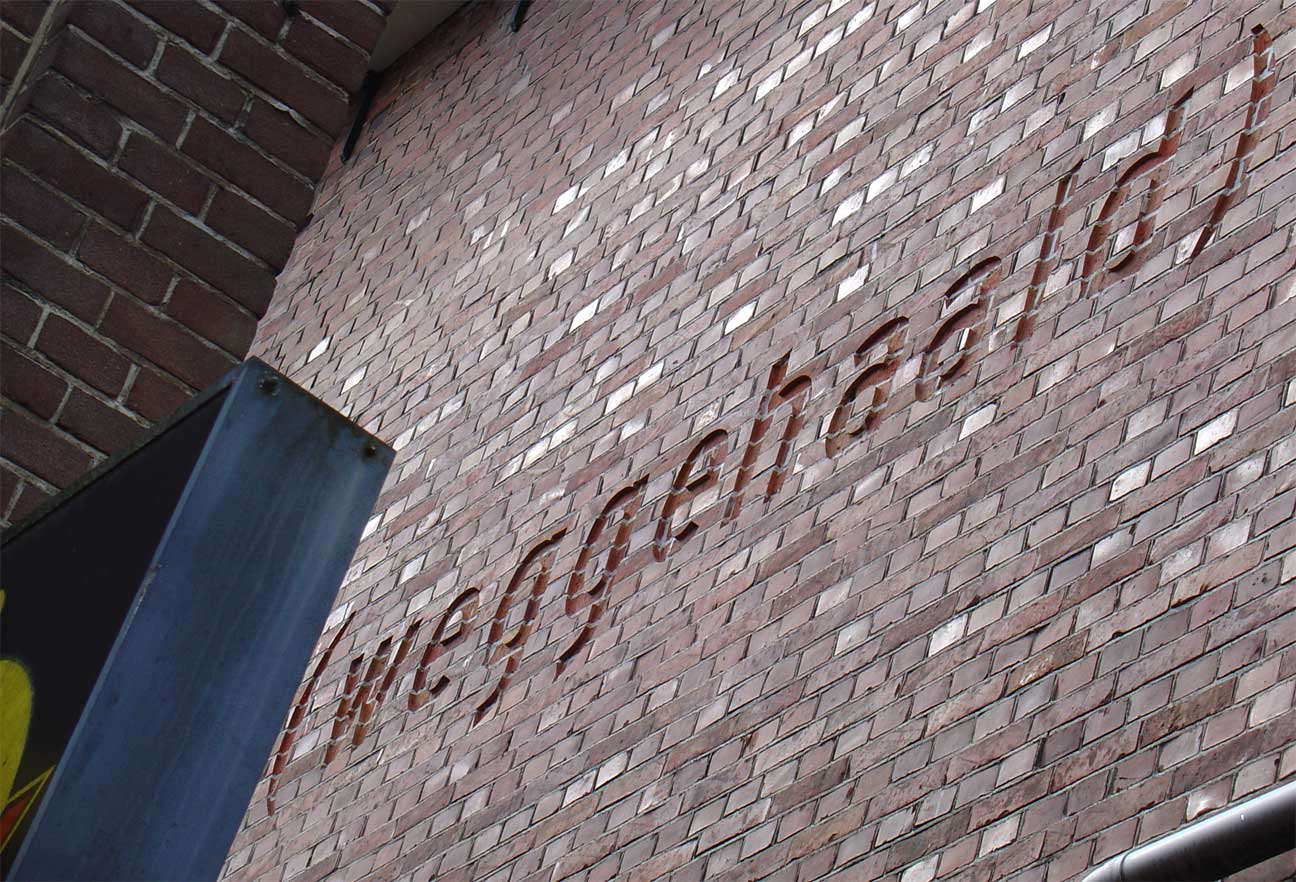
Ook hier door Peter de Kan
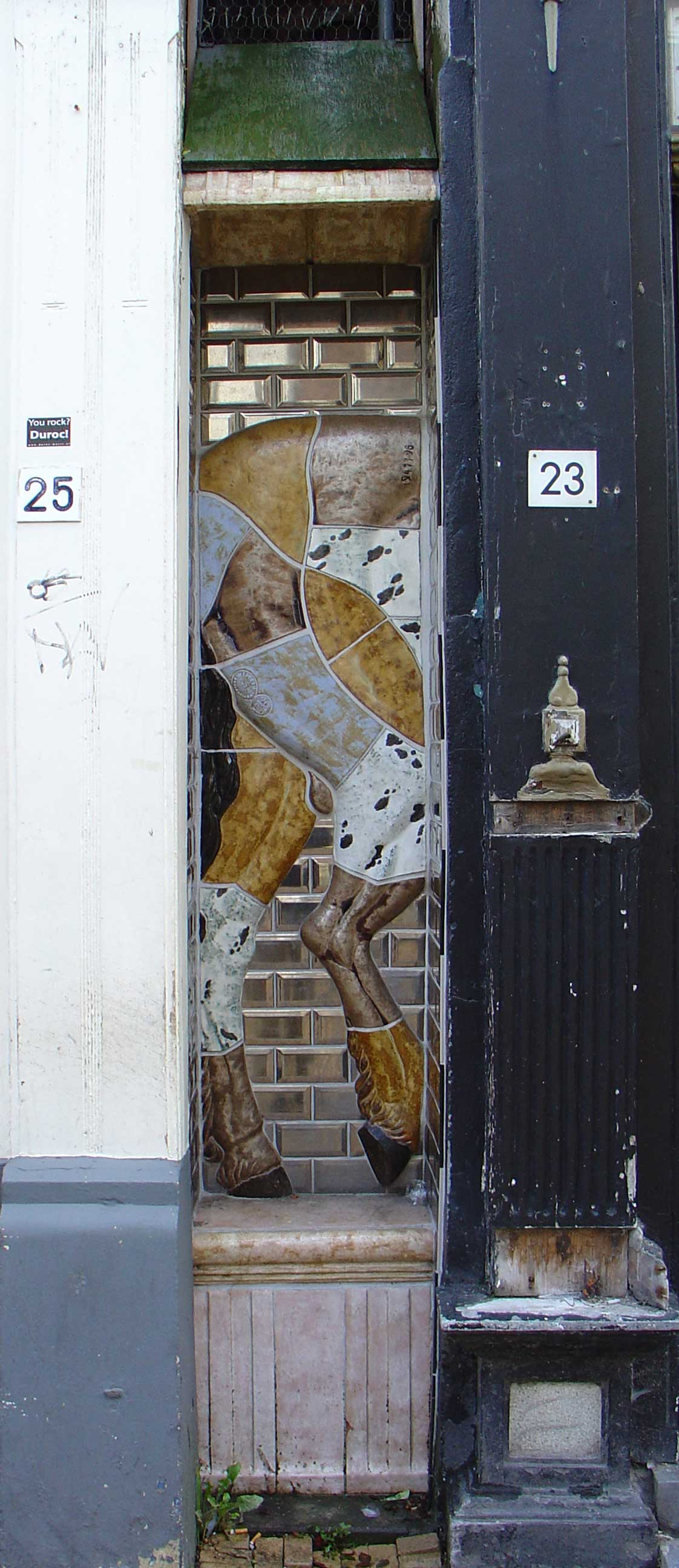
Het voorgesneden paradepaard door Marijke Gemessy
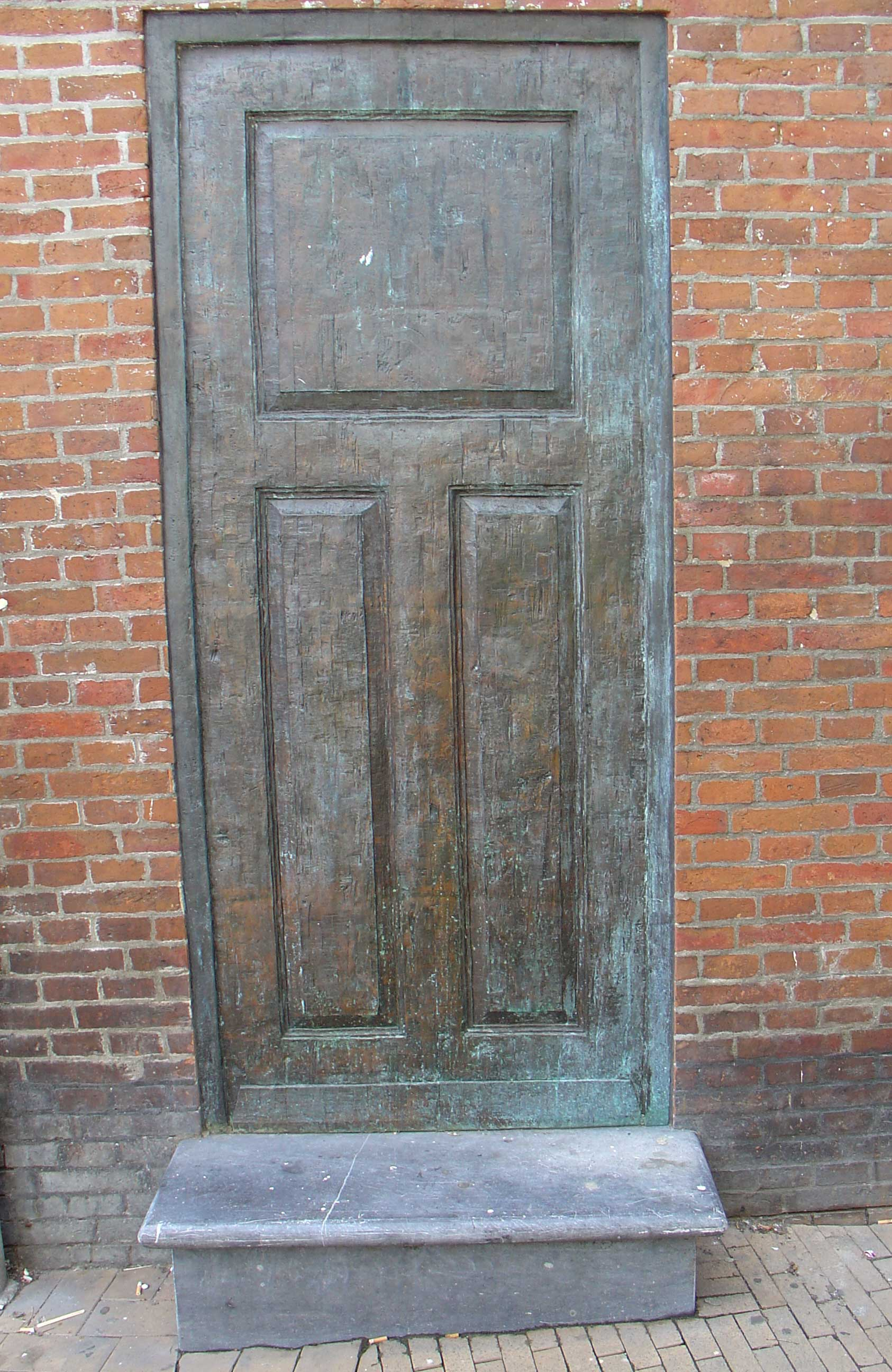
Portaal door Gert Sennema

## Monumenten
De Folkingestraat telt vier panden die zijn aangewezen als rijksmonument. Zestien panden worden beschermd als gemeentelijk monument.
| Adres                            | Bouwjaar     | Beschrijving                                                                        | Monument  | Foto |
| -------------------------------- | ------------ | ----------------------------------------------------------------------------------- | --------- | ---- |
| Folkingestraat 1 Hoek Akerkhof   | 1904         | Huis de Beurs, ontworpen door K.H. Holthuis                                         | GM 101742 |      |
| Folkingestraat 2-2a              | 13e/14e eeuw | Achterhuis van Vismarkt 56                                                          | RM 18726  |      |
| Folkingestraat 5                 | 1880         | Bedrijfspand met bovenwoning, verbouwd in 1906 naar ontwerp van K.H. Holthuis       | GM 101935 |      |
| Folkingestraat 7                 | 1745         | Pand met twee verdiepingen onder zadeldak, klokgevel.                               | RM 18451  |      |
| Folkingestraat 9                 | 19e eeuw     | Voormalig schoolgebouw.                                                             | GM 101937 |      |
| Folkingestraat 15                | 1865         | Voormalige Arbeidsbeurs met bovenwoningen                                           | GM 101939 |      |
| Folkingestraat 18                | 19e eeuw     | Bedrijfspand met bovenwoning, mogelijk oudere kern                                  | GM 108569 |      |
| Folkingestraat 19                | 17e eeuw     | Oorspronkelijk woonhuis, nu winkel met bovenwoning                                  | GM 101941 |      |
| Folkingestraat 23                | 16e/17e eeuw | Oorspronkelijk woonhuis, ni winkel met bovenwoning, verbouwd in 19e eeuw            | GM 101942 |      |
| Folkingestraat 25                | 16e eeuw     | Oorspronkelijk woonhuis, in 2011 schilddak vervangen door doosachtige opbouw        | GM 101943 |      |
| Folkingestraat 27                | 19e eeuw     | Pand met twee lagen onder schilddak. Wellicht oudere kern                           | GM 101944 |      |
| Folkingestraat 29                | 17e eeuw     | 19e-eeuwse lijstgevel                                                               | GM 101945 |      |
| Folkingestraat 34                | 1931         | Winkelpand met bovenwoning, ontworpen door H. Rots                                  | GM 101957 |      |
| Folkingestraat 48-50             |              | Dubbelpand, tweelaags onder schilddak                                               | GM 101961 |      |
| Folkingestraat 51                | 16e/17e eeuw | Tweelaags voorhuis met zolderverdieping, voorgevel uit 1926                         | GM 107520 |      |
| Folkingestraat 52                | 19e eeuw     | Winkel met bovenwoning, 19e-eeuwse lijstgevel, mogelijk oudere kern                 | GM 101963 |      |
| Folkingestraat 54-56             |              | Dubbel winkel-woonpand, panden samengevoegd in 1878, mogelijk oudere kern           | GM 101964 |      |
| Folkingestraat 58 Hoek Nieuwstad | 1890         | Rabinaatshuis, oorspronkelijk gebouwd als badhuis, ontworpen door A. Schram de Jong | RM 485956 |      |
| Folkingestraat 59-61             | 1874         | Winkel met bovenwoning                                                              | GM 101949 |      |
| Folkingestraat 60-62             | 1906         | Synagoge ontworpen door Tjeerd Kuipers                                              | RM 18452  |      |
| Folkingestraat 63                | 19e eeuw     | Tweelaags pand op de zuidwest hoek van de Nieuwstad                                 | GM 101950 |      |

Achter de Muur · 
Akerkhof · 
Akerkstraat · 
Broerstraat · 
Brugstraat ·
Bruine Ruiterstraat ·
Burchtstraat · 
Butjesstraat ·
Carolieweg ·
Coehoornsingel · 
Donkersgang · 
Driften · 
Emmaplein · 
Folkingestraat · 
Folkingedwarsstraat ·
Ganzevoortsingel · 
Gasthuisstraatje ·
Gedempte Kattendiep ·
Gedempte Zuiderdiep ·
Gelkingestraat ·
Grote Kromme Elleboog ·
Grote Markt ·
Guldenstraat ·
Guyotplein ·
Haddingestraat ·
Haddingedwarsstraat ·
Hardewikerstraat ·
Hereplein · 
Herebinnensingel ·
Heresingel ·
Herestraat ·
Hoekstraat ·
Hofstraat ·
Hoge der A ·
Hoogstraatje ·
Jacobijnerstraat ·
Kleine der A ·
Kattenhage ·
Kleine Kromme Elleboog ·
't Klooster ·
Kostersgang ·
Koude Gat ·
Kreupelstraat ·
Kwinkenplein ·
De Laan ·
Lage der A ·
Lopende Diep ·
Lutkenieuwstraat ·
Marktstraat ·
Martinikerkhof ·
Munnekeholm ·
Muurstraat ·
Naberstraat ·
Nieuwe Boteringestraat ·
Nieuwe Ebbingestraat ·
Nieuwe Kerkhof ·
Nieuwe Kijk in 't Jatstraat ·
Nieuwe Markt ·
Nieuwstad ·
Noorderhaven ·
Oosterstraat ·
Ossenmarkt ·
Oude Boteringestraat ·
Oude Ebbingestraat ·
Oude Kijk in 't Jatstraat ·
Papengang ·
Pausgang · 
Pelsterstraat ·
Peperstraat ·
Poelestraat ·
Praediniussingel ·
Rademarkt ·
Radesingel ·
Reitemakersrijge ·
Rode Weeshuisstraat ·
Schoolstraat · 
Schoolholm · 
Schuitemakersstraat ·
Schuitendiep · 
Sieboldsgang · 
Singelstraat · 
Sint Jansstraat ·
Sint Walburgstraat ·
Spilsluizen ·
Stationsstraat ·
Steentilstraat ·
Stoeldraaierstraat · 
Torenstraat · 
Turfstraat ·
Turfsingel ·
Turftorenstraat ·
Ubbo Emmiussingel ·
Vismarkt ·
Visserstraat ·
Waagstraat ·
Zoutstraat ·
Zwanestraat